# Snow (musiker)
Snow, egentligen Darrin Kenneth O'Brien, född 30 oktober 1969 i Toronto, Ontario, Kanada, är en kanadensisk musiker. Han noterades 1993 för en stor framgång med reggaelåten "Informer", som bland annat nådde förstaplatsen på Billboard Hot 100 och Sverigetopplistan samt andraplatsen på UK Singles Chart.

## Diskografi
- 12 Inches of Snow (1993)
- Murder Love (1995)
- Justuss (1997)
- Cooler Conditions (1999)
- Mind on the Moon (2000)
- Two Hands Clapping (2002)